# Patrik Kuril (ciclista)
Patrik Kuril (Partizánske, Checoslovaquia, 18 de diciembre de 1979) es un deportista eslovaco que compitió en ciclismo adaptado en la modalidad de ruta. Ganó dos medallas en los Juegos Paralímpicos de Verano, bronce en Río de Janeiro 2016 y oro en Tokio 2020.

## Palmarés internacional
| Juegos Paralímpicos | Juegos Paralímpicos     | Juegos Paralímpicos | Juegos Paralímpicos |
| Año                 | Lugar                   | Medalla             | Prueba              |
| ------------------- | ----------------------- | ------------------- | ------------------- |
| 2016                | Río de Janeiro (Brasil) | Medalla de bronce   | Contrarreloj C4     |
| 2020                | Tokio (Japón)           | Medalla de oro      | Contrarreloj C4     |